# Кінтела-де-Лампасаш
Кінтела-де-Лампасаш (порт. Quintela de Lampaças; МФА: [kĩ.ˈte.ɫɐ dɨ ɫɐ̃.ˈpa.sɐʃ]) — парафія в Португалії, у муніципалітеті Браганса. Розташована в північно-східній частині країни, на теренах історичної португальської провінції Трансмонтана. Входить до складу округу Браганса. За адміністративним поділом, чинним до 1976 року, терени парафії були складовою провінції Трансмонтана і Верхнє Дору. Належить до Брагансько-Мірандської діоцезії Католицької церкви. Патрон — Діва Марія. Площа — 19,9848 км². Населення — 215 ос. (2011). Слабо урбанізований регіон. Густота населення — 10,76 осіб/км²
. Код — 040233.

## Населення
| Кількість мешканців | Кількість мешканців | Кількість мешканців | Кількість мешканців | Кількість мешканців | Кількість мешканців | Кількість мешканців | Кількість мешканців | Кількість мешканців | Кількість мешканців | Кількість мешканців | Кількість мешканців | Кількість мешканців | Кількість мешканців | Кількість мешканців |
| ------------------- | ------------------- | ------------------- | ------------------- | ------------------- | ------------------- | ------------------- | ------------------- | ------------------- | ------------------- | ------------------- | ------------------- | ------------------- | ------------------- | ------------------- |
| 1864                | 1878                | 1890                | 1900                | 1911                | 1920                | 1930                | 1940                | 1950                | 1960                | 1970                | 1981                | 1991                | 2001                | 2011                |
| 588                 | 643                 | 684                 | 746                 | 977                 | 888                 | 878                 | 889                 | 948                 | 876                 | 556                 | 508                 | 382                 | 285                 | 215                 |